# تارو كاتسورا
تارو كاتسورا (باليابانية: 桂 太郎 كاتسورا تارو) (4 يناير 1848 - 10 أكتوبر 1913) كان جنرال في الجيش الياباني الإمبراطوري كما شغل منصب رئيس الوزراء الياباني ثلاث مرات.